# Lena Philipsson (samlingsalbum)
Lena Philipsson är ett samlingsalbum från 1994 av den svenska popsångerskan Lena Philipsson.

## Låtlista
1. Åh Amadeus
2. Vindarnas väg
3. Sommartid
4. När jag behöver dig som mest
5. Kärleken är evig
6. Segla
7. Boy
8. Oskuldens ögon
9. Dansa i neon
10. Jag känner (Ti Sento)
11. Det går väl an
12. Cheerio